# Radio Télévision Libre des Mille Collines
Radio Télévision Libre des Mille Collines (RTLM) (pol. Wolne Radio i Telewizja Tysiąca Wzgórz) – rozgłośnia radiowa w Rwandzie nadająca w okresie od 8 lipca 1993 do 31 lipca 1994. Odegrała znaczącą rolę podczas ludobójstwa w Rwandzie. Podczas wojny domowej rozgłośnia nazywana była „radiem nienawiści”.
Rozgłośnia RTLM posiadała status radia prywatnego, jednak związanego z rodziną ówczesnego prezydenta Juvénala Habyarimany. Radio korzystało z sieci nadajników państwowej rozgłośni Radio Rwanda. Po wybuchu wojny domowej RTLM otwarcie podżegało do nienawiści w stosunku do ludu Tutsi, umiarkowanych Hutu, Belgów i międzynarodowej misji pokojowej UNAMIR. W przeciwieństwie do państwowej stacji, program skierowany był do zwykłego słuchacza, z reguły niewykształconego, mówiącego językiem ulicy. Po śmierci prezydenta Rwandy, Juvénala Habyarimany, który zginął wraz z prezydentem Burundi, Cyprienem Ntaryamirem, w katastrofie lotniczej, rozgłośnia przekazywała informacje skierowane przeciwko Tutsi i straszyła zagrożeniem z ich strony, sprzyjając rozpoczynającej się rzezi oraz namawiała do mordowania Tutsi. Sygnałem do rozpoczęcia ludobójstwa miała być wyemitowana podczas audycji wiadomość 
„Ściąć wysokie drzewa!”.
Stacja oskarżana była na arenie międzynarodowej o stwarzanie atmosfery nienawiści i terroru, oraz o to, że przygotowała odpowiedni grunt do ludobójstwa. Podczas tych wydarzeń Amerykanie próbowali położyć kres emisji programów radia, jednak zrezygnowano ze względu na koszty i z powodu ingerencji w sprawy obcego państwa. Po zakończeniu wojny domowej, kilku dziennikarzy radia, m.in. Belg Georges Ruggiu i Valérie Bemeriki, zostało skazanych przez Międzynarodowy Trybunał Karny dla Rwandy za podżeganie do nienawiści.